# ناحیه جبال

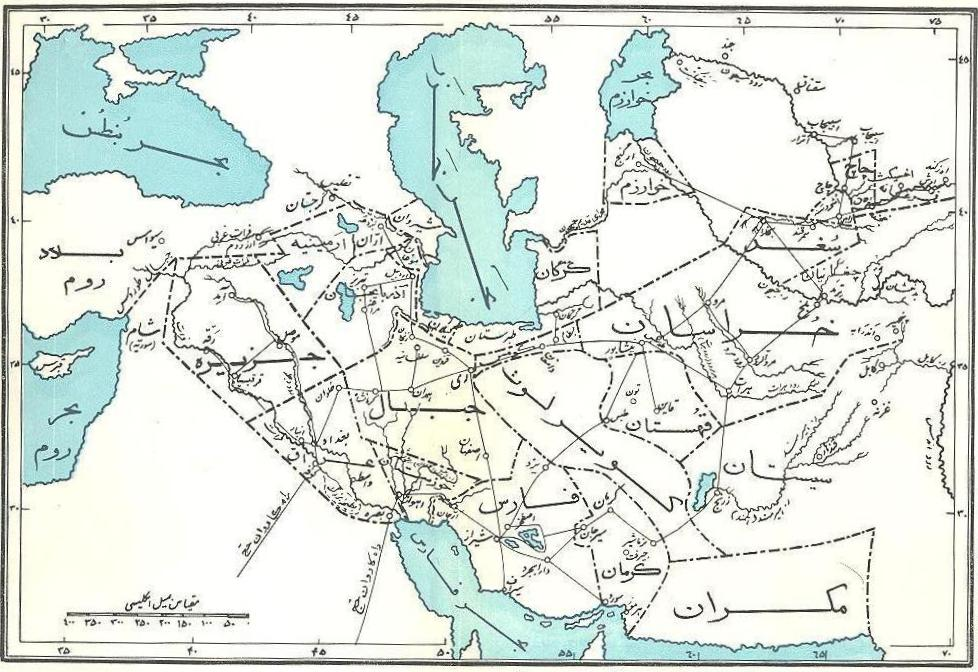
موقعیت جبال در نقشه ایران در عصر خلفای عباسی برگرفته از کتاب جغرافیای تاریخی سرزمین‌های خلافت شرقی

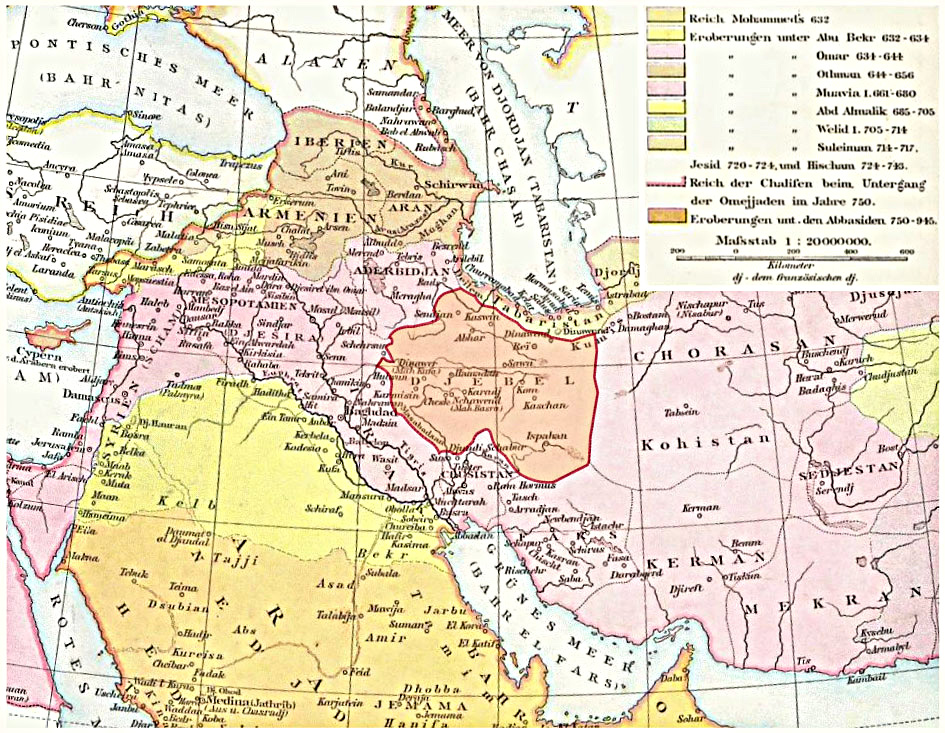
ناحیه جبال یا عراق عجم (نارنجی)

جبال (جمع عربی لغت جبل (کوهستان یا تپه)) نامی که عرب‌ها به منطقه‌ای که به آن عراق عجم هم می گفتند تا از عراق عرب(در جنوب بین‌النهرین) تمایز داده شود.
دلیل این نام‌گذاری، وجود کوهستان‌های این ناحیه - جز در ناحیهٔ شمال شرقی‌اش - است. جبال از شرق به دشت بزرگ خراسان، از جنوب به خوزستان، از جنوب شرقی به فارس، از جنوب غربی به کشور عراق، از شمال غربی به آذربایجان و از شمال به رشته‌کوه البرز محدود شده‌است. مرزهای جبال، به‌خوبی مشخص نشده و به‌طور مکرر تغییر می‌کرده‌است.
بر اساس نوشته‌های اصطخری (۲۰۳ ه‍.ق) و ابن حوقل (۲۶۷ ه‍.ق) معدن‌های آنتیمونی (سنگ سرمه) در اصفهان وجود داشته‌است.

## پیشینه
پس از اسلام و دوران حکومت امویان و خلافت عباسی، به منطقهٔ کوهستانی غرب ایران، جبال (به معنای کوه‌ها یا رشته‌کوه) می‌گفتند. این ناحیه بین دو ناحیهٔ عراق عرب (کشور عراق کنونی) و عراق عجم (اصفهان و ری) قرار داشت.
سعید نفیسی، جبال را میان بغداد، همدان، ری، نهاوند، سمنان، دامغان، قزوین، کاشان، قم، اصفهان و اراک می‌داند

## نام‌گذاری و جغرافیا
دلیل نام‌گذاری این منطقه به جبال، به خاطر کوهستان‌ها و مکان‌نگاری سطح مرتفعش بود که دربرگیرندهٔ مرکز رشته‌کوه زاگرس و شامل مناطق کردستان و لرستان، بین رودخانه سفیدرود و رشته‌کوه البرز در شمال و ناحیهٔ پست خوزستان در جنوب می‌شود؛ در حالی که مرزهای غربی آن جایی است که رشته‌کوه زاگرس به دشت بین‌النهرین و مرز شرقی آن به حاشیهٔ کویر بزرگ مرکزی ایران (دشت کویر) منتهی می‌شود. در جغرافیای دیوانسالاری (مدیریت اجرایی) در دوران صدر اسلام، مرزهای آن تعیین‌نشده و متغیر بود، ولی گاهی آن را به شهر ری در انتهای شمال شرقی‌اش مربوط می‌کردند. شهر ری در نیمهٔ شاهراه عراق-خراسان بود که این شاهراه در شهر حلوان (در غرب ناحیه)، وارد ناحیهٔ جبال می‌شد. در آن زمان، جبال شامل شش شهر مهم بود: دینور، قارماسین (قَرمَسین،کرمانشاه)، همدان، قزوین، اصفهان و ری.

## جبال در دوران اسلامی
با توجه به نقشهٔ معتبر و کهن‌تر ابن حوقل مربوط به قرن دهم میلادی، به ترسیم دقیق‌تری از ناحیه جبال می‌توان رسید. جبال یا الجبال (سرزمین کوهستان) به‌طور واضح به مناطق کنونی لرستان، بختیاری، شمال خوزستان، کهگیلویه، همدان، کرمانشاه (باختران) و دیگر سرزمین‌های کوهستانی زاگرس در غرب و جنوب غربی ایران اشاره دارد.

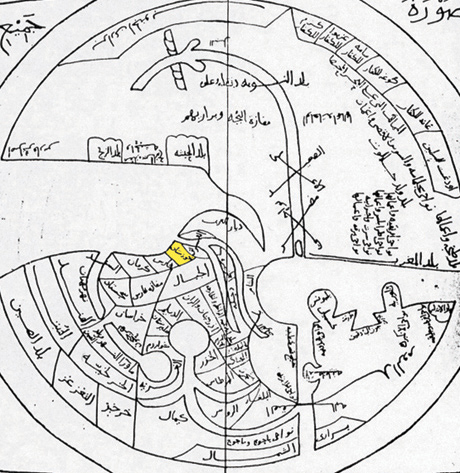
نقشهٔ جهان ترسیم شده در سدهٔ دهم میلادی توسط ابن حوقل

عرب‌ها پس از تاخت و تاز در عراق، به زودی به جبال نیز یورش بردند. تسخیر جبال تا سال‌های پایانی خلافت عمر و سال‌های آغازین خلافت عثمان به درازا کشید. فتح دینور (۶۴۲ میلادی) و قرمیسین پس از تسخیر حلوان (۶۴۰ م) روی داد. همدان در ۶۳۹ یا ۶۴۱ میلادی و به‌طور قطعی در ۶۴۴–۶۴۵ فتح شد. اصفهان در ۶۴۲ یا ۶۴۴ میلادی، قزوین در ۶۴۴–۶۴۵ میلادی و شهر ری در تاریخ نامشخصی بین ۶۳۹ تا ۶۴۵ به‌دست عرب‌ها فتح شد.
شهر دینور و نهاوند، که هر دو توسط اعراب پس از نبرد نهاوند در ۶۴۲ میلادی، تسخیر شده بودند، اهمیت بسیاری در دوران فتوحات اعراب در غرب ایران داشتند. آن‌ها سرانجام به ترتیب با نام ماه الکوفه و ماه البصره شناخته شدند که نقش پایگاه جنگجویان عرب (به عربی: مقاتله) برای لشکرکشی به سمت شمال یعنی قفقاز و همچنین به سمت دشت ایران تا به خراسان را ایفا می‌کردند. واژهٔ ماه، احتمالاً برگرفته از ماد (پیش از اسلام) است.رؤسای عرب، دارایی شهری را به‌دست آوردند از همین‌رو در قرن نهم میلادی، شاعر و پهلوان (paladin) عرب، ابودلف قاسم بن عیسی عجلی (مرگ بین ۸۴۰ تا ۸۴۳ میلادی)، دارایی وسیعی را بین کرج تا شرق نهاوند داشت که به «کرجِ ابودلف» مشهور گشت.

## دوپارگی و تغییر نام
در آغاز قرن یازدهم میلادی و در دوران غزنویان و سلجوقیان، واژهٔ تاریخی «جبال» جای خود را به «عراق عجم» (یعنی عراق ایرانی‌ها) داد تا از «عراق عرب» که همان بین‌النهرین است، متمایز شود. مورخ دورهٔ غزنوی، ابوالفضل بیهقی همیشه واژهٔ «عراق عجمی» برای غرب ایران به‌کار می‌برد. یاقوت حموی اشارهٔ مختصری در مورد جبال داشته‌است.
پس از حملهٔ مغول به ایران، واژهٔ «جبال» کاربردش را از دست داد. از این‌رو، حمدالله مستوفی جغرافی‌دان نیمهٔ قرن چهاردهم میلادی هرگز از این واژه استفاده نکرده‌است. اصطلاح «عراق عجم» در ایران مدرن، کاملاً منسوخ شد؛ ولی نام جایگزین شهر سلطان‌آباد (اراک کنونی) از همین لفظ «عراق عجم» در دوران قرون وسطی، بر گرفته شده‌است.